# 小行星8385
小行星8385（英語：8385）是一颗围绕太阳公转的小行星。1993年1月13日，上田清二、金田宏在钏路市发现了此天体。
这颗小行星的绝对星等为7.90515等。